# アンデルス・トロンドセン
アンデルス・トロンドセン（Anders Trondsen, 1995年3月30日 - ）は、ノルウェー・オップラン県リレハンメル出身のサッカー選手。アルスヴェンスカン・IFKヨーテボリ所属。ポジションはMF。

## クラブ経歴
地元リレハンメルのクラブチームを経て、2012年にスターベクIFと契約。同年8月のSKブラン戦でプロデビュー。以降中心選手に成長。2015年にサルプスボルグ08に移籍。新天地でも活躍し、2017年シーズン途中にローゼンボリBKに移籍。主力選手として活躍した。
2020年8月8日、トラブゾンスポルと4年契約を締結。加入後は負傷に悩まされ、2020-21シーズンは全休。翌2021-22シーズンも出場機会が少なかったものの、チームは38年振りのスュペル・リグ優勝を果たした。

## 代表経歴
プロデビュー前から各ユース世代のノルウェー代表に随時招集。2016年5月にフル代表初招集。30日のポルトガル戦で代表デビューを果たした。